# Typhlocyba thalia
Typhlocyba thalia är en insektsart som först beskrevs av Anufriev 1968.  Typhlocyba thalia ingår i släktet Typhlocyba och familjen dvärgstritar. Inga underarter finns listade i Catalogue of Life.